# Domiciano (presidente)
Domiciano (em latim: Domitianus) foi um oficial romano do século IV ativo durante o reinado do imperador Valentiniano I (r. 364–375). Em 364-365, ocupou a posição de presidente de Eufratense e enquanto esteve em ofício recebeu as cartas 1200, 1291, 1328 e 1498 do sofista Libânio. Foi citado como predecessor de Amiano.